# Ceratostylis capitata
Ceratostylis capitata là một loài thực vật có hoa trong họ Lan. Loài này được Zoll. & Moritzi mô tả khoa học đầu tiên năm 1844.